# Aime
Aime är en kommun i departementet Savoie i regionen Auvergne-Rhône-Alpes i sydöstra Frankrike. Kommunen ligger i kantonen Aime som tillhör arrondissementet Albertville. År 2018 hade Aime 3 641 invånare.

## Befolkningsutveckling
Antalet invånare i kommunen Aime
| Referens: INSEE |